# 坂田純一
坂田純一（日语：／ Sakata Junichi），日本男性動畫師、動畫演出家、動畫導演。出身於青森縣十和田市。

## 參加作品

### 電視動畫
1983年
- 美雪、美雪（—1984年，分鏡、演出）

1984年
- 宗谷物語（日语：宗谷物語）（分鏡）
- 超攻速加爾比昂（日语：超攻速ガルビオン）（分鏡、演出）
- 玻璃假面 (1984年版)（分鏡、演出）

1985年
- 魔法妖精貝露莎（分鏡）
- 鄰家女孩（—1987年，分鏡、演出）
- 超獸機神斷空我（分鏡）

1986年
- 福星小子 (1981年版)（分鏡、演出）

1987年
- 陽光普照（日语：陽あたり良好!）（—1988年，分鏡、演出）

1988年
- 麵包超人（1988年—，分鏡、演出）

1989年
- YAWARA！（—1992年，分鏡、演出）
- 衝鋒四驅郎（—1990年，分鏡、演出）

1993年
- 風中少女 金髮珍妮（分鏡、演出）

1994年
- 白雪公主的傳說（日语：白雪姫の伝説）（分鏡）
- DNA²（導演[1]）

1995年
- 小紅豆（—1998年，分鏡、演出）

1998年
- 庫洛魔法使（—2000年，分鏡、演出）
- 時空偵探建次君（—1999年，分鏡）
- 波波羅王國物語（—1999年，分鏡）

1999年
- 徽章戰士（—2000年，分鏡、演出）

2000年
- 幻想魔傳 最遊記（分鏡）
- 人造人基凱達 THE ANIMATION（日语：人造人間キカイダー THE ANIMATION）（分鏡）

2001年
- 人造人009 THE CYBORG SOLDIER（—2002年，分鏡）
- The Soul Taker ～魂狩～（日语：The Soul Taker 〜魂狩〜）（分鏡）
- 噴嚏大魔王之小呵欠（分鏡、演出）

2002年
- 朝霧的巫女（分鏡）
- 驚爆危機！（分鏡）
- Chobits（分鏡）
- 銀河天使（—2003年，分鏡）
- 超重神GRAVION（分鏡）

2003年
- 最後流亡（分鏡）
- D·N·ANGEL（分鏡）
- 萬花筒之星（分鏡）
- GAD GUARD（分鏡）
- 驚爆危機？校園篇（分鏡）
- WOLF'S RAIN（分鏡）

2004年
- KURAU Phantom Memory（日语：KURAU Phantom Memory）（分鏡）
- 天上天下（分鏡）
- MONSTER（—2005年，分鏡）
- 御伽草子（分鏡）

2005年
- 武器種族傳說（分鏡）
- SPEED GRAPHER（分鏡）
- 魔法少女奈葉A's（分鏡）
- 認真地不認真的怪傑佐羅利（—2007年，分鏡）
- 鬥牌傳說赤木 ～降臨黑暗的天才～（—2006年，分鏡）

2006年
- NANA（—2007年，分鏡）
- 獸王星（分鏡）
- 黑騎士 ～奧拉克爾的勇者們～（分鏡）
- 犬神！（分鏡）
- Project BLUE 地球SOS（日语：Project BLUE 地球SOS）（2006年，分鏡）
- 蒼天之拳（—2007年，分鏡）
- 天保異聞 妖奇士（—2007年，分鏡）

2007年
- 風之聖痕（導演、分鏡、演出）
- 女優大試煉（分鏡）

2008年
- 逆境無賴開司（分鏡）
- 秘密 ～The Revelation～（分鏡）
- 奇奇的異想世界（分鏡）
- 狂亂家族日記（分鏡）
- 強襲魔女（分鏡）

2009年
- 閃電十一人（分鏡）
- ONE OUTS（分鏡）
- 第一神拳 New Challenger（分鏡）
- 魔神相克者（分鏡）
- 咲-Saki-（分鏡）
- 簡單易懂的現代魔法（分鏡）
- 魔神相克者2（分鏡）
- 肯普法（分鏡）

2010年
- HEROMAN（分鏡）
- 爆丸2大爆破（分鏡）

2011年
- 青之驅魔師（分鏡、演出）
- 爆丸3狩獵保衛者（分鏡）
- HUNTER×HUNTER (2011年版)（分鏡）

2013年
- 蟲奉行（分鏡）
- 蘿球社！SS（分鏡）
- 幻想玩偶（分鏡）
- BLAZBLUE Alter Memory（分鏡）

2014年
- 魔奇少年 The kingdom of magic（分鏡）
- 未來卡片 戰鬥夥伴（—2015年，分鏡）
- Soul Eater Not！（分鏡）
- 桃心之劍（分鏡）
- 星光樂園（—2016年，分鏡）

2015年
- 俺物語!!（分鏡）
- 未來卡片 戰鬥夥伴100（—2016年，分鏡）

2016年
- 線上遊戲的老婆不可能是女生？（分鏡[2]）
- 未來卡片 戰鬥夥伴DDD（—2017年，分鏡）
- 黑骸（分鏡[3]）
- 救難小英雄24（分鏡）

2017年
- 重啟咲良田（分鏡[4]）
- 未來卡片 戰鬥夥伴X（—2018年，分鏡）
- 時間支配者（分鏡）
- 漫威未來復仇者聯盟（日语：マーベル フューチャー・アベンジャーズ）（—2018年，分鏡）
- 櫻花任務（分鏡）

2018年
- 未來卡片 戰鬥夥伴X 全明星之戰（分鏡）
- 庫洛魔法使 透明牌篇（分鏡）
- 雷頓神秘偵探社 ～卡特莉的解謎事件簿～（分鏡[5]）
- 青春豬頭少年不會夢到兔女郎學姊（分鏡[6]）
- 中間管理錄利根川（分鏡）

2019年
- 傀儡馬戲團（分鏡）
- 星光頻道（—2021年，分鏡[7]）
- 花牌情緣3（分鏡）
- Z/X Code reunion（分鏡）

2020年
- BanG Dream！ 3rd Season（分鏡）
- 新櫻花大戰 the Animation（分鏡[8][9]）
- 啄木鳥偵探所（分鏡[10]）
- D4DJ First Mix（分鏡）

2021年
- BACK ARROW（分鏡）
- Hortensia SAGA 蒼之騎士團（分鏡[11]）
- 再見了，我的克拉默（分鏡）
- D_CIDE TRAUMEREI THE ANIMATION（分鏡）
- BUILD DIVIDE -＃000000-（分鏡）
- 白金終局（分鏡）
- 特斯拉筆記（分鏡）

2022年
- 魯邦三世 PART6（分鏡[a]）
- 這個僧侶有夠煩（分鏡）
- 星光魔法（分鏡）
- 徹夜之歌（分鏡）
- 繼母的拖油瓶是我的前女友（分鏡）
- 秋葉原冥途戰爭（分鏡）

2023年
- 吸血鬼馬上死2（分鏡）
- 哥布林殺手II（分鏡）
- 足球小將翼 Season 2 青少年篇（分鏡）

2024年
- 戰國妖狐（分鏡）
- 福星小子 (2022年版)（分鏡）
- 深夜Punch（分鏡）
- 天穗之咲稻姬（分鏡）
- 魔法光源股份有限公司（分鏡）
- 地。-關於地球的運動-（分鏡）
- 魔王陛下RETRY！R（分鏡）

2025年
- 終究，與你相戀。（分鏡）
- 天久鷹央的推理病歷表（分鏡）
- 歲月流逝飯菜依舊美味（分鏡）

### 電影動畫
2000年
- 劇場版 庫洛魔法使：被封印的卡片（分鏡、演出協力）

2010年
- 魔法少女奈葉 The MOVIE 1st（分鏡）

2012年
- 魔法少女奈葉 The MOVIE 2nd A's（分鏡）

### OVA
1987年
- elf17（日语：エルフ・17）（導演）
- 高校AGENT（日语：ハイスクールAGENT）（導演）

1992年
- 電影少女 -VIDEO GIRL AI-（分鏡）

1994年
- 魔物獵人妖子5 光陰霸王之亂（導演）
- 嬌娃夏生的危機（日语：なつきクライシス） 第2卷（導演）
- 萬能文化貓娘（演出）
- 幽幻怪社（分鏡）

1995年
- 青空少女隊（演出）

1996年
- 火焰之紋章 紋章之謎（演出）

1998年
- 真蓋特機器人 世界最後之日（分鏡）

1999年
- 危險調查員（分鏡）

2003年
- 漫畫派對Revolution（導演（第1話—第4話））

2005年
- 閃亮☆企劃（日语：きらめき☆プロジェクト）（分鏡、演出）

2007年
- ToHeart2（導演補佐）

2008年
- ToHeart2ad（導演）
- 軟綿綿三國志突刺吧！小呂布子（編劇、分鏡）

2009年
- ToHeart2 adplus（導演）

2010年
- ToHeart2 adnext（導演）

2012年
- ToHeart2 迷宮旅人（導演）

### 網路動畫
2024年
- T·P時光特警（分鏡）

## 腳註

## 相關項目
- 日本動畫師列表（日语：アニメ関係者一覧）